# Ваделупо (Авелино)
Ваделупо је насеље у Италији у округу Авелино, региону Кампанија.
Према процени из 2011. у насељу је живело 16 становника. Насеље се налази на надморској висини од 476 м.